# Devoran
Devoran – wieś w Anglii, w Kornwalii. Leży 34 km na wschód od miasta Penzance i 378 km na zachód od Londynu.